# Diplazium petiolulatum
Diplazium petiolulatum är en majbräkenväxtart som först beskrevs av Robert G. Stolze och som fick sitt nu gällande namn av Alan Reid Smith.
Diplazium petiolulatum ingår i släktet Diplazium och familjen Athyriaceae. Inga underarter finns listade i Catalogue of Life.